# 圣模那
圣模那，是馬來西亞柔佛州峇株巴轄縣及麻坡縣的一個市鎮。

## 設施
- 祈禱室（Surau Pekan Sungai Balang Besar）
- 圣模那國中
- 新華學校
- 圣模那观音宫兴义殿（Tokong Kwang Yim Keng）：建於1938年之前

## 村莊
- 三峇易[3]